# Argiolestes macrostylis
Argiolestes macrostylis är en trollsländeart som beskrevs av Friedrich Ris 1913. Argiolestes macrostylis ingår i släktet Argiolestes och familjen Megapodagrionidae. Inga underarter finns listade i Catalogue of Life.